# Hong Kexin
Hong Kexin (chiń. upr. 洪可辛; pinyin Hóng Kěxīn; ur. 6 stycznia 2003) – chińska zapaśniczka walcząca w stylu wolnym. Brązowa medalistka olimpijska z Paryża 2024 w kategorii 57 kg. Zajęła 21. miejsce na mistrzostwach świata w 2023 roku. 
Brązowa medalistka igrzysk azjatyckich w 2022, a także mistrzostw Azji w 2025. Mistrzyni Azji U-23 w 2023 roku.